# ان سیمونز
ان سیمونز (به انگلیسی: Ann Simmons) (زادهٔ ۱۰ مارس ۱۹۵۳) شناگر اهل ایالات متحده آمریکا است.